# 塔馬約 (多明尼加)
18°24′N 71°12′W / 18.400°N 71.200°W
塔馬約（西班牙語：Tamayo），是多明尼加共和國的城鎮，位於該國西南部，由巴奧魯可省負責管轄，面積455.85平方公里，海拔高度10米，2002年人口23,294，人口密度每平方公里51人。